# Menua
Menua (en armenio: Մենուա) fue un rey de Urartu, que reinó aproximadamente en el período (810 a. C.-785 a. C.).
Hijo menor de Ishpuini, Menua fue asociado al trono en los últimos años de reinado de su padre, sucediéndole a su muerte. Llevó a cabo numerosas expediciones militares, registradas en inscripciones, que engrandecieron el reino llegando hasta la frontera con Hatti, donde recibió tributo del rey de Melitene. Estableció los límites del imperio y centralizó la estructura de la administración.
Fortificó ciudades y fundó fortalezas, como la de Menuakhinil, en el Monte Ararat. Desarrolló extraordinariamente el sistema de irrigación, con canales, de los que aún uno permanecen en uso.
Fue sucedido por su hijo Argishti I